# Strotheria gypsophila
Strotheria gypsophila B.L.Turner è una pianta della famiglia delle Asteracee, endemica del Messico nord-orientale. È l'unica specie del genere Strotheria.

## Tassonomia
Fa parte della sottotribù Pectidinae, raggruppamento che la classificazione tradizionale colloca all'interno della tribù Heliantheae e che la moderna classificazione filogenetica attribuisce alle Tageteae.